# Wedigo von Schultzendorff
Wedigo von Schultzendorff (* 5. November 1945) ist ein deutscher Kameramann.

## Leben
Er begann seine Karriere in der Werbebranche. Von ihm fotografierte Spots sind mit Goldenen Löwen Cannes, Clio NY, ADC usw. ausgezeichnet worden. Seit 2002 dreht er überwiegend Kino- und TV-Filme, unter anderem auch in Hollywood. Dazu gehört Hollywood Ending von Regisseur und Hauptdarsteller Woody Allen. 2005–2009 leitete er an der Hamburg Media School den Masterstudiengang Film Fachbereich Kamera/Bildgestaltung.
Wedigo von Schultzendorff ist Mitglied der Deutschen Filmakademie.

## Filmografie

### Filme
- 1983: Die leichten Zeiten sind vorbei
- 1986: Das kalte Paradies
- 1987: Jacob hinter der blauen Tür
- 1988: Die Nacht des Marders
- 1997: Bedingungslos – Im Netz der Leidenschaft (No Strings Attached)
- 1998: The 13th Floor – Bist du was du denkst? (The Thirteenth Floor )
- 1998: You Are Dead (You’re Dead…)
- 2000: Die Männer Ihrer Majestät (All the Queen’s Men)
- 2001: Igby (Igby Goes Down)
- 2002: Hollywood Ending
- 2003: Liebe Schwester
- 2007: The Contractor – Doppeltes Spiel
- 2008: It’s Alive
- 2009: Lulu & Jimi
- 2009: Pandorum
- 2010: Wie ein Licht in der Nacht
- 2012: Du hast es versprochen
- 2012: The Other Side (Kurzfilm)
- 2013: 45 Minuten bis Ramallah
- 2017: 4 Wände (Kurzfilm)
- 2018: Bayou Caviar – Im Maul des Alligators (Bayou Caviar)
- 2018: Goliath96
- 2023: Plight

### Fernsehen
- 1982: Flucht aus Pommern
- 1990: Codename: Gorilla (Folge Le gorille se mange froid)
- 1995: Die Partner
- 1995: Bruckners Entscheidung
- 1996: Schimanski: Die Schwadron
- 1999: Opera Fanatic (Dokumentarfilm)
- 1999: Das Gelbe vom Ei
- 2000: Aïda’s Brothers and Sisters: Black Voices in Opera (Dokumentarfilm)
- 2000: Zwei Brüder – Tod im See
- 2002: Liebe Schwester
- 2002: Nachtschicht – Amok!
- 2003: Einsatz in Hamburg – Rückkehr des Teufels
- 2003: Nachtschicht – Vatertag
- 2003: Tod im Park
- 2004: Einsatz in Hamburg – Bei Liebe Mord
- 2005: Die Nachrichten
- 2005: Liebe nach dem Tod
- 2005: Tatort: Pauline (Fernsehreihe)
- 2006: Tatort: Das namenlose Mädchen
- 2010: Gier
- 2010: Die Auflehnung
- 2010: Wie ein Licht in der Nacht
- 2012: Die Heimkehr
- 2012: Reiff für die Insel – Neubeginn
- 2013: Reiff für die Insel – Katharina und der ganz große Fisch
- 2013, 2020: Nord Nord Mord (Fernsehserie, 2 Folgen)
- 2015: Auf der Straße
- 2015: Der Verlust
- 2017: André (Dokumentarfilm)
- 2019: Der Weg nach Padulim
- 2019: Der gute Bulle: Friss oder stirb

## Nominierungen und Auszeichnungen
- 2009 Nominierung für den Deutschen Filmpreis für seine Arbeit an Oskar Roehlers Spielfilm Lulu & Jimi.[2]
- 2013: Film Award in Gold „Best Cinematography“, Nocturna Madrid International Fantastic Film Festival für Du hast es versprochen